# Anaya (Segovia)
Anaya ist ein Ort und eine Gemeinde (municipio) mit 119 Einwohnern (Stand: 2024) in der zentralspanischen Provinz Segovia in der Autonomen Region Kastilien-León. 

## Lage und Klima
Anaya liegt in der kastilischen Meseta in ca. 890 m Höhe ungefähr 19 Kilometer (Fahrtstrecke) westnordwestlich der Provinzhauptstadt Segovia. Das Klima ist gemäßigt bis warm; Regen (594 mm/Jahr) fällt mit Ausnahme der trockenen Sommermonate übers Jahr verteilt.

## Bevölkerungsentwicklung
| Jahr      | 1970 | 1981 | 1991 | 2001 | 2011 | 2021 |
| Einwohner | 182  | 158  | 136  | 123  | 149  | 122  |

## Sehenswürdigkeiten

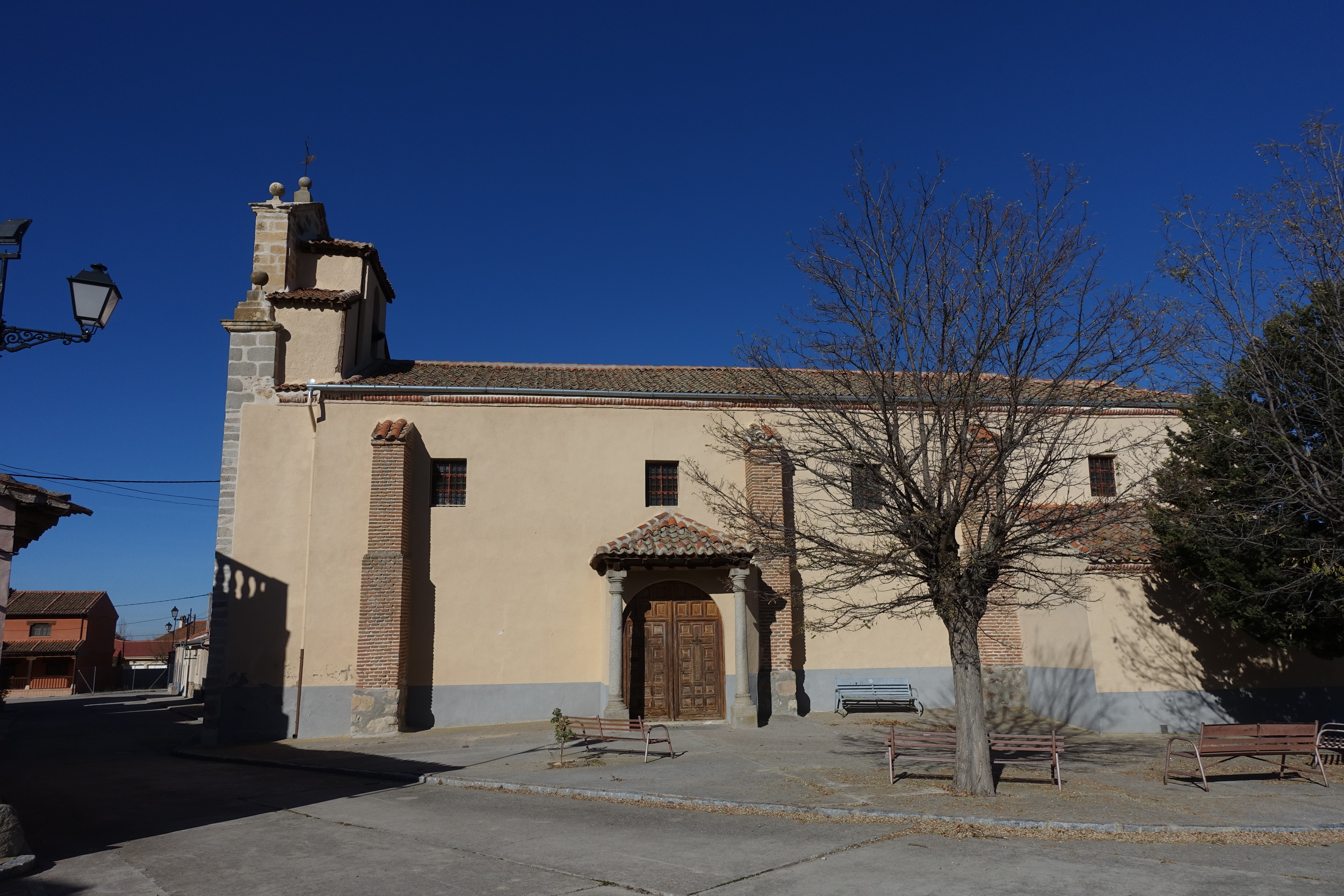
Jakobuskirche
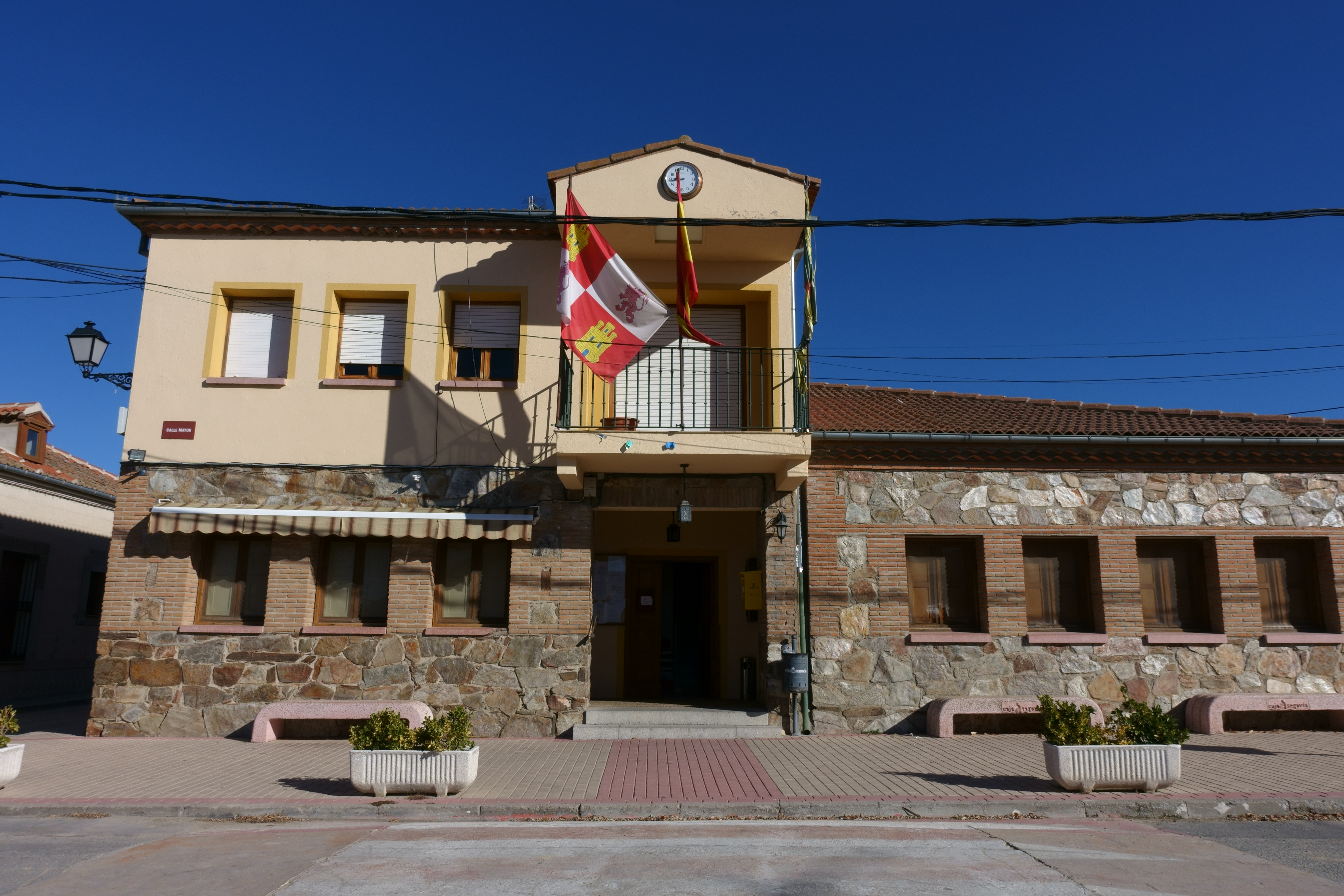
Rathaus

- Jakobuskirche
- Rathaus